# Strongbow (U-Boot)
HMS Strongbow (Kennung: P235) war ein U-Boot der britischen Royal Navy im Zweiten Weltkrieg.

## Geschichte
Die Strongbow (deutsch: Starker Bogen, siehe Richard de Clare, 2. Earl of Pembroke) war ein Boot des dritten Bauloses der erfolgreichen S-Klasse; dieses Baulos wird auch als Seraph-Klasse bezeichnet. Sie wurde am 17. April 1942 bei Scotts Shipbuilding and Engineering Company im westschottischen Greenock auf Kiel gelegt, lief am 30. August 1943 vom Stapel und wurde von der Royal Navy am 23. Dezember 1943 in Dienst gestellt.
Das Boot wurde hauptsächlich im Pazifikkrieg eingesetzt. Kommandant war Lt. John Anthony Rose Troup.
Am 2. September 1944 versenkte das Boot 26 Seemeilen östlich von Phuket (Siam) bei 7° 57′ N, 98° 49′ O den japanischen Militärtransporter Toso Maru Nr. 1 (292 BRT) mit dem Deckgeschütz. Bei demselben Angriff wurde ein kleines siamesisches Transportschiff versenkt. Vom 3. bis zum 5. September 1944 wurden vor der Westküste Siams sechs kleinere japanische Transportfahrzeuge mit dem Bordgeschütz versenkt. Am 12. Oktober 1944 torpedierte und versenkte die Strongbow in der Straße von Malakka bei 2° 50′ N, 100° 50′ O den japanischen Frachter Manryo Maru (1185 BRT). Am 28. November 1944 versenkte sie vor der Westküste Sumatras einen japanischen Schlepper und einen Leichter mit Bordartillerie. Am 30. November 1944 versenkte die Strongbow vor der Westküste Sumatras drei japanische Segelschiffe. Am 10. Januar 1945 wurde in der Malakkastraße ein weiteres japanisches Segelschiff versenkt.
Am 13. Januar 1945 wurde die Strongbow vor Port Swettenham (Malaya) aufgetaucht entdeckt und anschließend 14 Stunden lang von japanischen U-Jägern mit Wasserbomben angegriffen. Das schwer beschädigte Boot konnte zwar entkommen, wurde aber nicht mehr repariert und im Juni 1945 in Falmouth außer Dienst gestellt. Es wurde im April 1946 in Preston verschrottet.